# Manhua

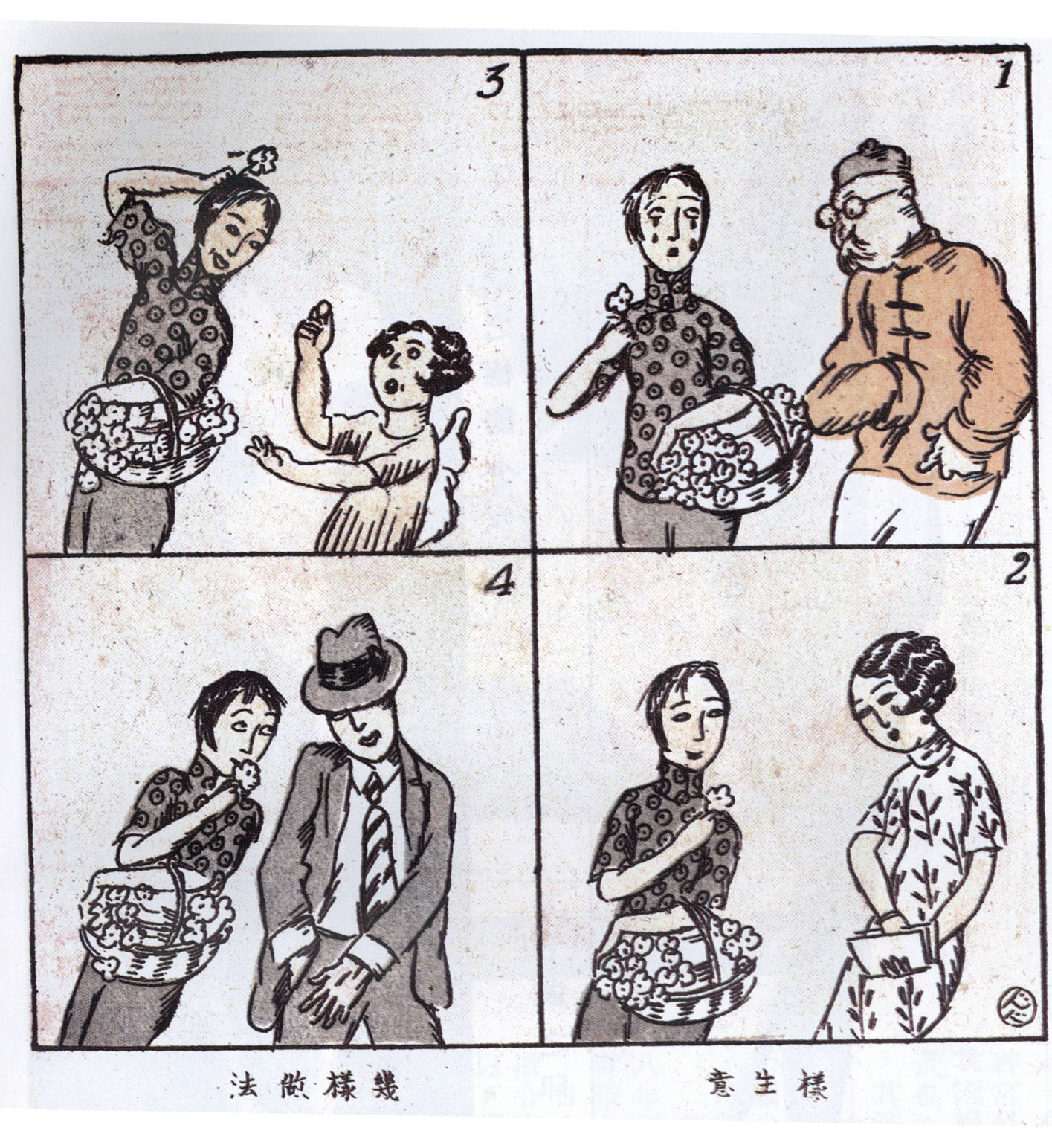
Un manhua de China de 1928.

Manhua (en chino tradicional, 漫畫; en chino simplificado, 漫画; pinyin, mànhuà) es el nombre con que se designa a la historieta o cómic en China y Taiwán, mientras que en el resto del mundo se usa exclusivamente para referirse a la producida en estos países asiáticos. Las historietas realizadas en Hong Kong son llamadas mangahk. 
Posiblemente debido a su grado de libertad artística y expresión internacional con Japón, Hong Kong y República de China (Taiwán) son los lugares de publicación de la mayoría de manhua hasta ahora, a menudo incluyendo traducciones chinas del manga japonés. A los dibujantes de mànhuà se les llama «Manhuajia» (漫畫家/漫画家, mànhuàjiā).

## Etimología
La palabra “manhua”, literalmente “boceto espontáneo”, es término originario del siglo XVIII usado para los dibujos chinos. Se volvió popular como manga a finales del siglo XVIII. Feng Zikai, en sus series de 1925 titulados Zikai Manhua, reintrodujo el término al chino en el sentido moderno.
En 1925, el trabajo de Feng Zikai publicó una colección titulada Zi-Kai Manhua en Wenxue Zhoubao. Mientras el término “manhua” había existido antes de haber tomado prestado el nombre de manga de Japón, esta particular publicación tomó precedencia sobre otras descripciones de cómics que vinieron antes. Como resultado, el término manhua se volvió asociado con los cómics chinos.
Los personajes chinos de los manhua son idénticos a los usados en los cómics japoneses y coreanos (manhwa). Alguien que escribe o dibuja manhua es referido como manhuajia.

## Historia
Los ejemplos más antiguos que sobreviven de dibujos chinos son los relieves en piedra del siglo XI a. C. y la cerámica de 5000 a 3000 a. C. Otros ejemplos incluyen dibujos simbólicos de pincel de la dinastía Ming, un dibujo satírico titulado "Peacocks" del artista de la dinastía Qing Zhu Da, y una obra llamada "Ghosts 'Farce Pictures" de alrededor de 1771 por Luo Liang-feng. El manhua chino nació a fines del siglo XIX y principios del XX, aproximadamente durante los años 1867 a 1927. 
La introducción de métodos de impresión litográfica derivados de Occidente fue un paso crítico en la expansión del arte a principios del siglo XX. A partir de la década de 1870, aparecieron dibujos satíricos en periódicos y publicaciones periódicas. En la década de 1920, los libros ilustrados del tamaño de una palma, como Lianhuanhua, eran populares en Shanghái. Son considerados los predecesores de la manhua moderna.
Una de las primeras revistas de dibujos animados satíricos vino del Reino Unido titulada The China Punch. La primera pieza dibujada por una persona de nacionalidad china fue The Situation in the Far East de Tse Tsan-tai en 1899, impresa en Japón. Sun Yat-Sen estableció la República de China en 1911 utilizando la manhua de Hong Kong para hacer circular propaganda anti-Qing. Algunos de los manhua que reflejaron las primeras luchas de los períodos de transición política y de guerra fueron The True Record y Renjian Pictorial. 
Hasta el establecimiento de la Shanghai Sketch Society en 1927, todas las obras anteriores eran Lianhuanhua o colecciones sueltas de materiales. La primera revista exitosa de manhua, Shanghai Sketch (o Shanghai Manhua) apareció en 1928. Entre 1934 y 1937 se publicaron alrededor de 17 revistas manhua en Shanghái. Este formato volvería a utilizarse para la propaganda con el estallido de la segunda guerra sino-japonesa. Cuando los japoneses ocuparon Hong Kong en 1941, todas las actividades manhua se habían detenido. Con la rendición de los japoneses en 1945, se produjo el caos político entre los nacionalistas chinos y los comunistas. Uno de los manhua críticos, This Is a Cartoon Era de Renjian Huahui, tomó nota del contexto político en ese momento. 
Uno de los cómics más populares y duraderos de este período fue el Sanmao de Zhang Leping, publicado por primera vez en 1935.
Durante la guerra antijaponesa, iniciada en 1937, muchos dibujantes chinos, incluido Ye Qianyu, huyeron de Shanghái y otras ciudades importantes y emprendieron una "guerra de guerrilla de dibujos animados" contra los invasores japoneses montando exhibiciones de dibujos animados itinerantes y publicando revistas de dibujos animados en ciudades del interior como Hankou.
El auge de la inmigración china convirtió a Hong Kong en el principal mercado listo para la manhua, especialmente con la generación de niños del baby boom. La revista manhua más influyente para adultos fue el Cartoons World de 1956. La disponibilidad de cómics japoneses y taiwaneses desafió a la industria local, vendiendo a un precio de piratería de 10 centavos. Se necesitaban Manhua como Old Master Q para revitalizar la industria local.
La llegada de la televisión en la década de 1970 fue un punto de cambio. Las películas de Bruce Lee dominaron la era y su popularidad lanzó una nueva ola de Kung Fu Manhua. La violencia explícita ayudó a vender cómics, y el Gobierno de Hong Kong intervino con la Ley de Publicaciones Indecentes en 1975. Little Rascals fue una de las piezas que absorbió todos los cambios sociales. Los materiales también florecieron en los años 90 con trabajos como McMug e historias de tres partes como "Teddy Boy", "Portland Street" y "Red Light District". 
Desde la década de 1950, el mercado de manhua de Hong Kong ha estado separado del de China continental.
Si loin et si proche, del escritor e ilustrador chino Xiao Bai, ganó el Premio de Oro en el 4.º Premio Internacional del Manga en 2011.  Varios otros manhua también han ganado los Premios de Plata y Bronce en el International Manga Award.
En la segunda mitad de la década de 2000 y principios de 2010, varios dibujantes chinos comenzaron a usar las redes sociales para difundir tiras satíricas y dibujos animados en línea. La publicación impresa, que está estrictamente controlada en China, se está intercambiando lentamente por sitios web de microblogueo como Sina Weibo y Douban, donde el manhua puede llegar a una amplia audiencia mientras está sujeto a un menor control editorial. 
A pesar de que China ha sido un gran consumidor de cómics durante décadas, el medio nunca ha sido tomado como "obras de arte serias". R. Martin de The Comics Journal describe la perspectiva china de los cómics como "imitaciones pulposas de películas". Además, China controla estrictamente la publicación de cómics y, como resultado, los caricaturistas tuvieron dificultades para llegar a una gran audiencia. Muchos dibujantes a finales de la década de 2000 comenzaron a publicar su trabajo en las redes sociales en lugar de intentar emitir ediciones en papel. Sitios web como Douban (2005) y Sina Weibo (2009) son lugares populares para web manhua y webcomics.
El Festival Internacional de Cómics y Animación de Taipéi celebró la próxima "era de los webcomics" en 2015. Con el aumento del uso de teléfonos inteligentes con una generación más joven, se espera que web manhua, webcomics y webtoons sean más populares.

## Características
Las características modernas de manhua de estilo chino se atribuyen a la obra de arte innovadora del Héroe Chino de 1982. Tenía dibujos innovadores y realistas con detalles que se asemejan a personas reales. La mayoría del trabajo manhua de 1800 a 1930 contenía personajes que parecían serios. La apertura cultural en Hong Kong trajo la traducción de personajes de Disney estadounidenses como Mickey Mouse y Pinocho en la década de 1950, lo que demuestra la influencia occidental en el trabajo local como Little Angeli en 1954. La afluencia del manga japonés traducido de los años 60, así como el anime televisado en Hong Kong también causó una gran impresión. A diferencia del manga, manhua viene a todo color con algunos paneles renderizados completamente en pintura para el formato de un solo número.

## Formatos
Dependiendo de la región donde se crea, el manhua puede tener diferencias en la forma en que se formatea y presenta. Además del uso de caracteres chinos tradicionales y simplificados, el manhua también se puede leer de manera diferente según su origen. El manhua de China continental se lee de izquierda a derecha como los cómics occidentales y el manhwa coreano, mientras que el manhua de Taiwán y Hong Kong se lee de derecha a izquierda como el manga japonés. Lo mismo se aplica al texto en su chino original. El texto en manhua de China continental se coloca horizontalmente y se lee de izquierda a derecha, mientras que en Taiwán y Hong Kong, el texto se coloca verticalmente hacia abajo y se lee de derecha a izquierda. Esto se debe a los cambios que el gobierno comunista chino hizo en la forma en que se escribe y lee el texto chino para alinearlo más con la forma en que se hace en Occidente. Dado que Taiwán y Hong Kong tienen cierta autonomía del gobierno chino, se han apegado a sus formas tradicionales de formateo y escritura.

## Economía
El secretario general de la Asociación China de Animación y Editores de Cómics, Roger Kao, declaró en 2015 que las ventas de cómics estaban disminuyendo fuertemente. La industria de los cómics de Taiwán espera que los webcomics prosperen financieramente, aunque todavía no existen cifras precisas. Las caricaturistas ganadores de premios como Chung Yun-de y Yeh Yu-tung se vieron obligados a recurrir a los webcomics ya que sus ingresos mensuales eran demasiado bajos para vivir.
El dibujante de Pekín Bu Er Miao vende su webcomic Electric Cat y Lightning Dog en el servicio de libros electrónicos de Douban por 1.99 CNY (aproximadamente 0.30 USD). Cuando se le preguntó si obtiene un beneficio de su cómic web, Miao describió el 1.79 CNY que gana por cómic vendido como "una cantidad de dinero que si lo ve en la calle, nadie se molestaría en recogerlo". El dibujante político Liu "Big Corpse Brother" Jun tenía más de 130,000 seguidores en Sina Weibo en diciembre de 2013, y Kuang Biao hace que su trabajo aparezca tanto en línea como en varias revistas impresas.

## Adaptaciones
El webcomic chino Cien mil chistes malos recibió una adaptación cinematográfica del mismo nombre estrenada en 2014. En 2016, se emitieron dos series de anime basadas en el webhua chino: https://en.wikipedia.org/wiki/Under_One_Person, basado en Yi Ren Zhi Xia por Dong Man Tang y Bloodivores, basado en un web manhua de Bai Xiao. Una adaptación de la serie animada de un web manhua por Pingzi, Spiritpact, se ha lanzado en China. Una serie animada chino-japonesa basada en Chōyū Sekai está programada para emitirse en 2017. Otra serie, The Silver Guardian, basada en Yín Zhī Shǒu Mù Rén, se estrenó en 2017.  Chang Ge Xing, una adaptación en vivo del manhua del mismo nombre de Xia Da, comenzó a filmarse en 2019.
Kakao, que opera el portal webtoon coreano Daum Webtoon, ha colaborado con el grupo chino Huace para producir películas de acción en vivo, películas en chino y dramas de televisión basados en webtoons surcoreanos.

## Manhua digital
El manhua digital, conocida como web manhua, es una forma de arte en crecimiento en China, donde el manhua publicado tradicionalmente está en declive. Web manhua se publica en las redes sociales y en los portales web manhua, que sirven como una barra de entrada más baja que los medios de publicación impresos estrictamente controlados en el país. Aunque actualmente se gana poco dinero a través de manhua en línea en China, el medio se ha vuelto popular debido a la facilidad de carga y publicación de títulos, publicación en color y acceso de lectura gratuito. Algunos sitios web manhua populares incluyen QQ Cómic y U17. En los últimos años, varios web manhua chinos se han adaptado a series animadas, algunos en coproducción con la industria de la animación japonesa.
A medida que el microblogging y los webcomics estaban ganando popularidad en China, el formulario se usaba cada vez más para el activismo político y la sátira. A pesar de que China ha sido un gran consumidor de cómics durante décadas, el medio nunca ha sido tomado como "obras de arte serias". R. Martin de The Comics Journal describe la perspectiva china de los cómics como "imitaciones pulposas de películas". Además, China controla estrictamente la publicación de cómics y, como resultado, los caricaturistas tuvieron dificultades para llegar a una gran audiencia. Muchos dibujantes a finales de la década de 2000 comenzaron a publicar su trabajo en las redes sociales en lugar de intentar emitir ediciones en papel. Sitios web como Douban (2005) y Sina Weibo (2009) son lugares populares para webcomics.  El Festival Internacional de Cómics y Animación de Taipéi celebró la próxima "era de los webcomics" en 2015. Con el aumento del uso de teléfonos inteligentes con una generación más joven, se espera que los webcomics con un lienzo infinito desplazable se vuelvan más populares. Con una prevalencia cada vez mayor de portales webcomic en idioma chino, los artistas jóvenes tienen más oportunidades de publicar su trabajo y ganar una reputación. En la segunda mitad de la década de 2010, las plataformas webcomon y webtoon de Corea del Sur se han vuelto cada vez más populares en China.
Caricaturistas como Kuang Biao y Rebel Pepper utilizan Internet para criticar al Partido Comunista y sus líderes. La propaganda comunista y figuras como Lei Feng se burlan abiertamente de microblogs y dibujos animados en línea, a pesar de los esfuerzos de censura del gobierno chino. David Bandurski, investigador del Proyecto de Medios de Comunicación de China de la Universidad de Hong Kong, afirmó que las redes sociales "han cambiado drásticamente el entorno para los dibujantes de historietas [ya que] ahora tienen una plataforma realmente buena para encontrar una audiencia". El animador chino Pi San criticó a las compañías de internet y los portales web por ser "bastante cobardes" y "demasiado sensibles", ya que asumen el papel de primera línea de defensa a través de la autocensura. La cuenta de Rebel Pepper en Sina Weibo, donde publica sus caricaturas satirales, se había eliminado más de 180 veces en 2012. 
Los sitios web de blogs como Sina Weibo también están altamente censurados por el gobierno chino. Reuters informó en septiembre de 2013 que cerca de 150 graduados, todos hombres, fueron empleados para censurar a Sina Weibo día y noche, y los censores automáticos procesaron alrededor de tres millones de publicaciones por día. Un equipo de investigación de la Universidad de Rice, Texas, declaró que vieron "un sistema bastante sofisticado, donde el poder humano se amplifica mediante la automatización de la computadora, capaz de eliminar publicaciones sensibles en cuestión de minutos". Las imágenes censuradas de Sina Weibo incluyen un retrato de Mao Zedong con una máscara de contaminación, una recopilación de fotos que identifica los relojes caros en las muñecas de funcionarios locales supuestamente de bajos salarios, y críticas sobre la acción policial, la censura en la educación y la política de un solo niño.
Los webtoons han crecido en popularidad en China como otra forma de consumir y producir manhua en el país gracias, en parte, a la popularidad de los webtoons de Corea del Sur. Las plataformas de microblogging Sina Weibo y Tencent también han ofrecido webtoons en sus sitios digitales de manhua junto con web manhua. También la plataforma con sede en Beijing Kuaikan Manhua se especializa en obras de arte dirigidas a lectores jóvenes. Varios de estos manhuas han sido traducidos posteriormente a varios idiomas. Mientras que los portales de webtoon en China continental son administrados principalmente por las grandes compañías de internet, los portales de webtoon en Taiwán son ofrecidos y operados por grandes editores de webtoon fuera del país como Cómico y Naver.

## Categorías
En la terminología oficial es chino pero se conoce por varios nombres.
| Inglés               | Pinyin       | Chino (tradicional/simplificado) |
| -------------------- | ------------ | -------------------------------- |
| Allegorical Pictures | Rúyì Huà     | 如意畫 / 如意画                  |
| Satirical Pictures   | Fĕngcì Huà   | 諷刺畫 / 讽刺画                  |
| Political Pictures   | Zhèngzhì Huà | 政治畫 / 政治画                  |
| Current Pictures     | Shíshì Huà   | 時事畫 / 时事画                  |
| Reporting Pictures   | Bàodǎo Huà   | 報導畫 / 报导画                  |
| Recording Pictures   | Jìlù Huà     | 紀錄畫 / 纪录画                  |
| Amusement Pictures   | Huáji Huà    | 滑稽畫 / 滑稽画                  |
| Comedy Pictures      | Xiào Huà     | 笑畫 / 笑画                      |

El Manhua de hoy simplemente se distinguen por cuatro categorías.
| Español                  |
| ------------------------ |
| Manhua político-satírico |
| Manhua cómico            |
| Manhua de acción         |
| Manhua infantil          |

## Lista de manhua
- China Punch - 1867
- The Situation in the Far East - 1899
- Journal of Current Pictorial - 1905
- Sanmao - 1935
- New Children's Bimonthly Magazine - 1941-1956
- Little Angeli - 1954
- Uncle Choi - 1958
- Companion Comics - 1963
- Old Master Q - 1964 Alfonso Wong
- Old Master Q's Crazy Comics - 1965 (Alfonso Wong)
- MCC Cartoons - 1968
- Oriental Heroes - 1970, 1975
- 2001 Comics Weekly - 1982
- Chinese Hero - 1982
- The World of Lily Wong - 1986-2001
- Fung Wan (Tin Ha) - 1989
- El Rey del Fuego - 1991–1998
- Romance of the Three Kingdoms - 1991
- Cyber Weapon Z - 1993 (Andy Seto)
- McMug Manhua Series - 1993 (Alice Mak, Brian Tse)
- Weapons of the Gods - 1996
- Feel 100% - 1999 (Lau Wan Kit)
- The Celestial Zone - 1999
- The Ravages of Time - 2001 (Chan Mou)
- Youth Gone Wild - 1996-2001
- The One - 2005 (Nicky Lee)
- Ani ni Tsukeru Kusuri wa Nai! - 2014 (Ling You)
- Magic Emperor, most epic ongoing manhua!